# George Simon (Leichtathlet)
George Simon (* 14. März 1943 in St. George’s, Grenada) ist ein ehemaliger Sprinter aus Trinidad und Tobago, der sich auf den 400-Meter-Lauf spezialisiert hatte.
Bei den Olympischen Spielen 1968 in Mexiko-Stadt wurde er Sechster in der 4-mal-400-Meter-Staffel und schied über 400 m im Vorlauf aus.
Seine persönliche Bestzeit von 47,6 s stellte er 1968 auf.